# 扁枝棉藓
扁枝棉藓（学名：Plagiothecium neckeroideum），又名扁平棉藓，为棉藓科棉藓属下的一个种。